# Северное Нагорное
Северное Нагорное (Нагорное, ранее Нагорновский) — историческая часть города Мурманска, бывший рабочий посёлок.

## История
Рабочий посёлок Нагорновский образован Указом Президиума Верховного Совета РСФСР от 1 августа 1951 года на территории Кольского района Мурманской области РСФСР. Через 2 года 5 августа 1953 года Указом Президиума Верховного Совета РСФСР Нагорновский был передан в административное подчинение Мурманскому горсовету, а ещё через 5 лет Указом от 30 сентября 1958 года включен в черту города.

## География
Основным водоёмом микрорайона является озеро Чистое. По территории микрорайона протекают ручьи Чистый и Глубокий.

## Улицы
В настоящее время к Северному Нагорному относят дома вдоль улиц Достоевского, Бочкова, Беринга, Генерала Щербакова, Кольского проспекта (от улицы Беринга до улицы Щербакова) и Прибрежной автодороги.